# Terron-sur-Aisne
Terron-sur-Aisne är en kommun i departementet Ardennes i regionen Grand Est (tidigare regionen Champagne-Ardenne) i nordöstra Frankrike. Kommunen ligger  i kantonen Vouziers som ligger i arrondissementet Vouziers. År 2018 hade Terron-sur-Aisne 108 invånare.

## Befolkningsutveckling
Antalet invånare i kommunen Terron-sur-Aisne
Referens: INSEE